# Melcher Melchers
Henrik Melcher Melchers (Født 30. maj 1882 i Stockholm, Sverige - død 9. april 1961) var en svensk komponist, professor, lærer, organist, dirigent og musikkritiker.
Melchers studerede kompostion og orgel på Musikonservatoriet i Stockholm, og i Paris, og studerede direktion i Bruxelles. Han skrev en symfoni, orkesterværker, tre symfoniske digtninge, rapsodier, kammermusik, koncertmusik, sange etc.
Melchers var lærer og blev senere professor i komposition på Musikkonservatoriet i Stockholm. Han var også musikkritiker. Melchers var i sin klassiske kompositions stil fransk inspireret.

## Udvalgte værker
- Symfoni (i D-mol) (1924-1925) - for orkester
- Klaverkoncert nr. 1 (1923) - for klaver og orkester
- Klaverkoncert nr. 2 (1931) - for klaver og orkester
- Violinkoncert (1927) - for violin og orkester
- Svensk rapsodi (1914) - for orkester
- Symfonisk digtning "Nacken" (1916) - for orkester
- Symfonisk digtning "Elegi" (1919) - for orkester
- Symfonisk digtning "Kermessen" (19?) - for orkester